# Myeloperoxidáza

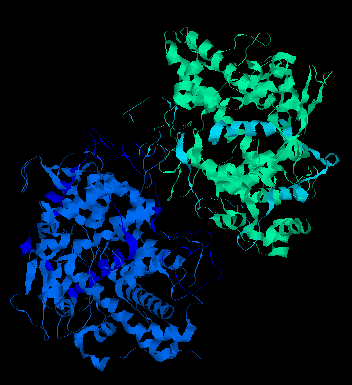
Krystalografická struktura lidské myeloperoxidázy

Myeloperoxidáza (zkratka MPO) je enzym ze skupiny peroxidáz, který je u lidí kódován MPO genem. K expresi genu myeloperoxidázy dochází nejvíce v neutrofilních granulocytech (podtyp bílých krvinek). Jedná se o lysozomální bílkovinu, která je uložena v azurofilních granulích neutrofilů a je uvolňována do mezibuněčného prostoru při degranulaci. MPO obsahuje hemový pigment, který způsobuje, že sekrety bohaté na neutrofily, jako je hnis a některé formy hlenu, mají zelenou barvu.

## Struktura
MPO je dimer o celkové hmotnosti 150 kDa. Každý dimer je  tvořen lehkým (15 kDa) a těžkým glykosylovaným řetězcem (s proměnnou molekulovou hmotností 59-64 kDa) s vázanou prostetickou hemovou skupinou. Doposud byly identifikovány tři izoformy, které se liší pouze velikostí těžkého řetězce. MPO obsahuje vazebné místo pro vápník se sedmi ligandy, které vytváří pentagonální pyramidální konformaci. Jedním z ligandů je karbonylová skupina Asp96. Vazebné místo pro vápník je důležité pro strukturu aktivního místa, protože Asp96 je v těsné blízkosti katalytického His95 v postranním řetězci.

## Funkce
MPO produkuje z peroxidu vodíku (H2O2) a chloridového aniontu (Cl−) kyselinu chlornou (HClO) (nebo její ekvivalent z jiného halidu než je chlor) během aktivace, tzv. respiračního vzplanutí, neutrofilů. K tomu je vyžadován hem jako kofaktor. Dále MPO s využitím peroxidu vodíku jako oxidačního činidla oxiduje tyrosin na tyrosinový radikál. Kyselina chlorná a tyrosinový radikál jsou cytotoxické, čehož využívají neutrofily k likvidaci bakterií a jiných patogenů.

## Inhibitory MPO
Tradičně jsou k inhibici MPO využívány Azidy, ale 4-aminobenzhydrazid (4-ABH) působí více specificky.

## Genetika
Lidský gen je umístěn na chromozomu 17 (17q23.1).

## Role v nemocech
Deficit MPO. Některé mutace genu MPO vedou k dědičnému deficitu myeloperoxidázy, který u postižených jedinců zvyšuje pravděpodobnost poruchy imunitního systému, což se projevuje sníženou odolností proti infekci a někdy též větším výskytem nádorů.
Protilátky proti MPO byly zapojeny do různých typů vaskulitidy (zánětlivé onemocnění cév), nejvíce do srpkovité glomerulonefritidy a Churg-Straussova syndromu.
Nedávné studie prokázaly souvislost mezi zvýšenou hladinou myeloperoxidázy a závažností onemocnění koronárních tepen. Kromě toho Heslop a kol. uvádí, že zvýšené hladiny MPO více než zdvojnásobily riziko kardiovaskulární mortality při sledování po dobu 13 let. Také bylo navrženo, že myeloperoxidáza hraje významnou roli ve vývoji aterosklerotické léze a nestability plaku.

## Využití v medicíně
Úvodní studie z roku 2003 naznačila, že MPO by mohla sloužit jako citlivý prediktor pro infarkt myokardu u pacientů s bolestí na hrudi. Od té doby bylo publikováno více než 100 studií dokumentujících užitečnost testování MPO. Studie Heslopa et al. (2010) uvádí, že společné stanovení jak MPO, tak CRP (C-reaktivní protein, obecný a se srdcem související marker zánětu), poskytlo přidanou hodnotu pro predikci rizik, oproti samostatnému stanovení CRP. 
Reakcí MPO s peroxidem vodíku za přítomnosti o-dianisidinhydrochloridu vzniká barevný oxidační produkt. Imunohistochemické barvení na myeloperoxidázu bývalo používáno v diagnostice akutní myeloidní leukémie k prokázání, že leukemické buňky byly odvozeny z myeloidní řady. V tomto však bylo zcela nahrazeno rozšířeným použitím průtokové cytometrie. Barvení na myeloperoxidázu je stále důležité při diagnóze myeloidního sarkomu. 
Myeloperoxidáza je první a zatím jediný lidský enzym o kterém je známo, že dokáže rozložit uhlíkové nanotrubice, a utišit tak obavy klinických lékařů, že užití nanotrubic pro cílenou dodávku léčiv by mohlo vést k jejich nezdravému nahromadění v tkáních.